# Brünnthal (Kastl)
Brünnthal ist ein in der Oberpfalz gelegener Weiler, der ein Gemeindeteil von Kastl ist.

## Lage
Der Ort befindet sich in der Region Oberpfälzer Jura und liegt in der nach Kastl benannten Gemarkung. Brünnthal ist einer von 39 Ortsteilen des Marktes Kastl. Der Weiler liegt drei Kilometer nordwestlich von Kastl und Lauterhofen ist vier Kilometer entfernt.

## Verkehr
Die Bundesstraße 299 verläuft zwei Kilometer südlich des Ortes und die Staatsstraße 2164 zwei Kilometer westlich davon. Mit beiden Fernverkehrsstraßen ist der Weiler über Gemeindeverbindungsstraßen verbunden. Vom ÖPNV wird der Ort mit der Buslinie 445 des VGN angefahren.